# 923 (szám)
A 923 (római számmal: CMXXIII) egy természetes szám, félprím, a 13 és a 71 szorzata.

## A szám a matematikában
A tízes számrendszerbeli 923-as a kettes számrendszerben 1110011011, a nyolcas számrendszerben 1633, a tizenhatos számrendszerben 39B alakban írható fel.
A 923 páratlan szám, összetett szám, azon belül félprím, kanonikus alakban a 131 · 711 szorzattal, normálalakban a 9,23 · 102 szorzattal írható fel. Négy osztója van a természetes számok halmazán, ezek növekvő sorrendben: 1, 13, 71 és 923.
Középpontos ikozaéderszám.
A 923 négyzete 851 929, köbe 786 330 467, négyzetgyöke 30,38092, köbgyöke 9,73645, reciproka 0,0010834. A 923 egység sugarú kör kerülete 5799,38004 egység, területe 2 676 413,888 területegység; a 923 egység sugarú gömb térfogata 3 293 773 357,9 térfogategység.

## A szám a kultúrában
Határ Győző A 923-ik oldal című elbeszélése arról szól, hogy a könyvek 923. oldalát már senki sem olvassa el, így oda bármit lehet írni, akár diktatúrában is.